# Rudnycia
Rudnycia (ukr. Рудниця) – osiedle typu miejskiego na Ukrainie, w obwodzie winnickim, w rejonie tulczyńskim. W 2022 roku liczyło 1090 mieszkańców. W miejscowości znajduje się stacja Kolei Odeskiej, zaczyna się tu też kolej wąskotorowa Rudnycia – Hołowaniwsk.
Rudnycia powstała pod koniec XIX wieku. W latach 1918–1919 w okolicy wsi toczyły się walki ukraińsko-radzieckie. W 1938 roku miejscowość otrzymała status osiedla typu miejskiego. Działał tu kołchoz im. Czkałowa.
W 1989 roku osiedle liczyło 1908 mieszkańców, w 2001 roku – 1275 mieszkańców, a w 2011 roku – 1175 mieszkańców.

## Galeria

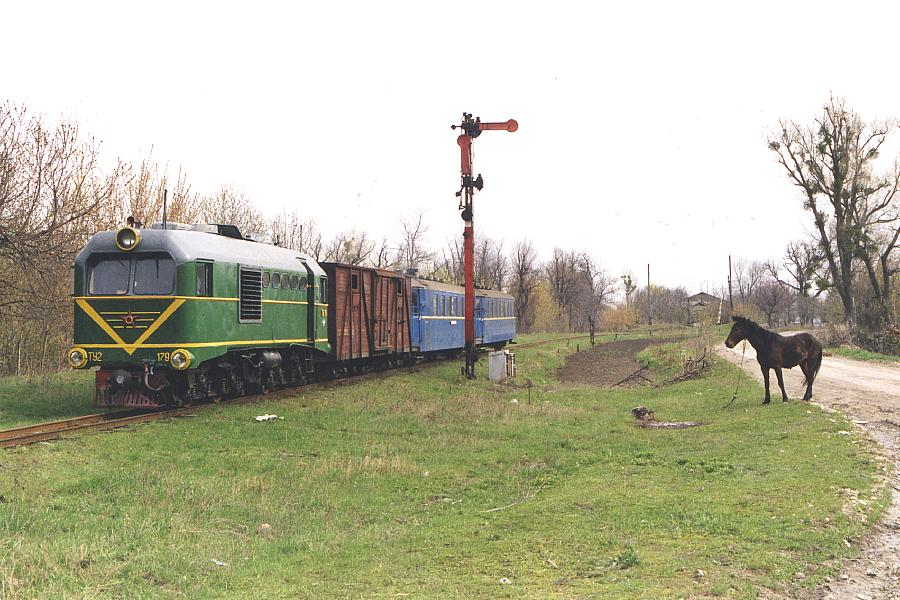
Kolej wąskotorowa w Rudnyci
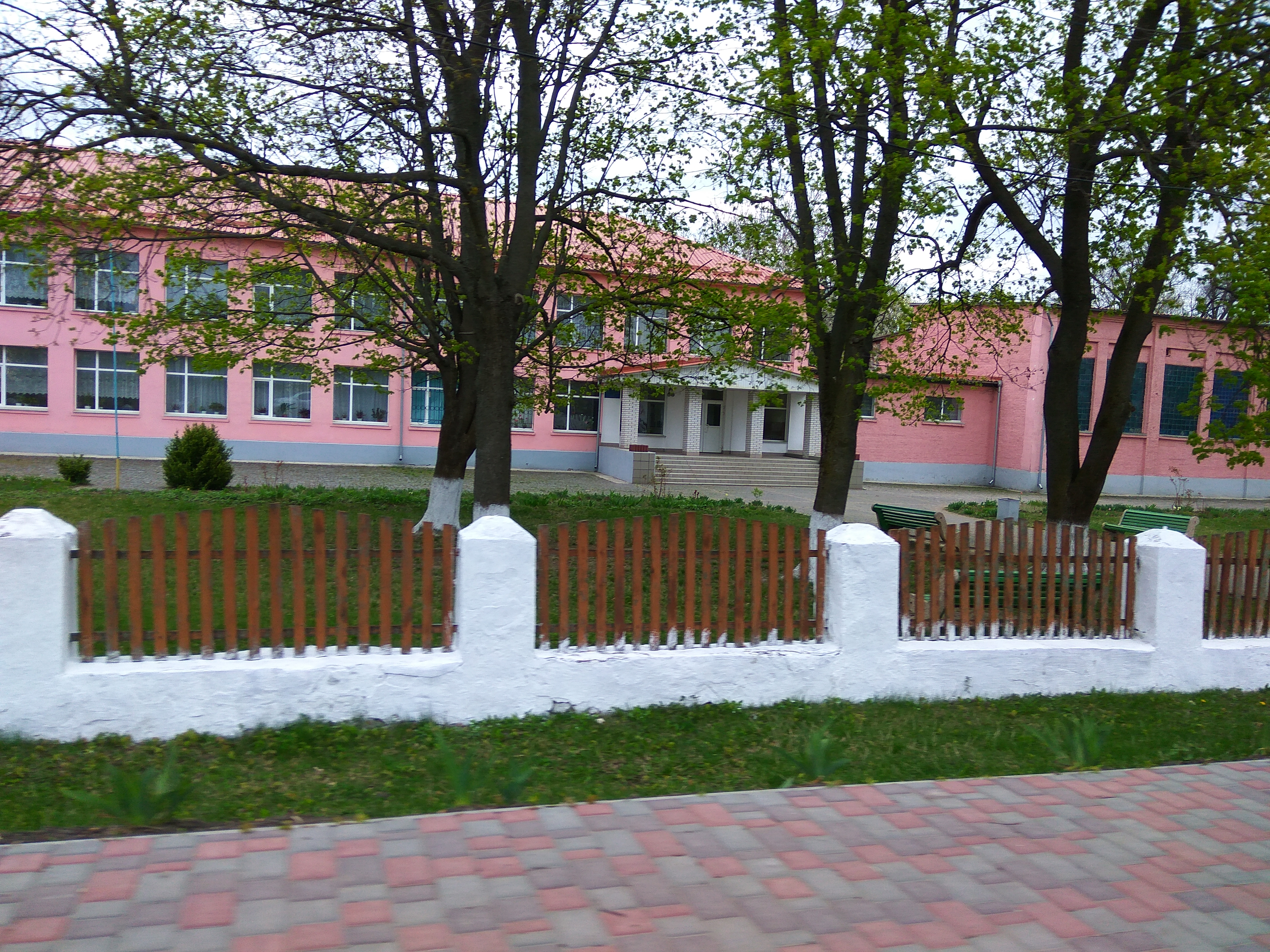
Szkoła
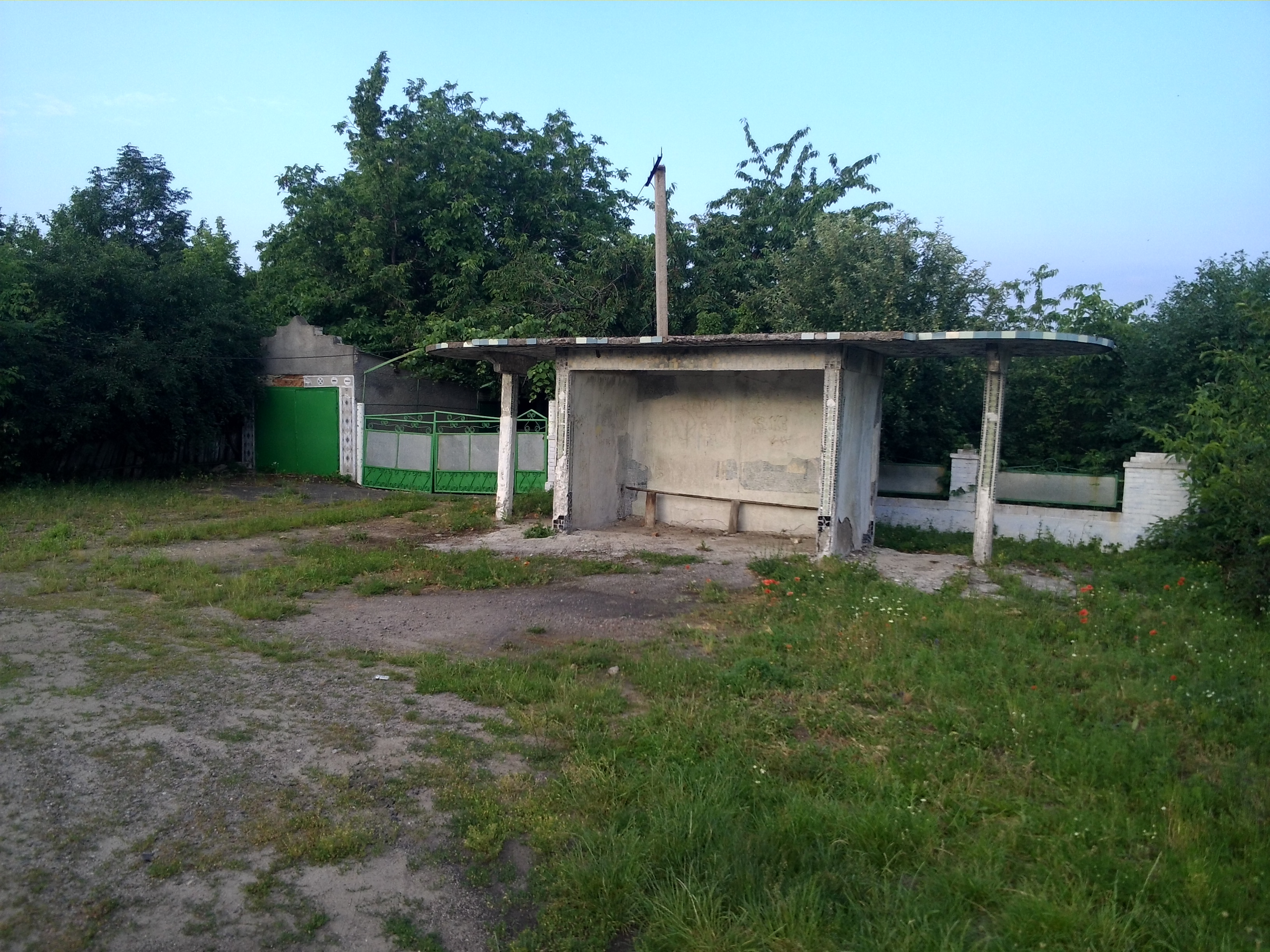
Przystanek autobusowy